# Malvar
Malvar is een gemeente in de Filipijnse provincie Batangas op het eiland Luzon. Bij de laatste census in 2010 telde de gemeente bijna 46 duizend inwoners.

## Geografie

### Bestuurlijke indeling
Malvar is onderverdeeld in de volgende 15 barangays:
| - Bagong Pook - Bilucao - Bulihan - San Gregorio - Luta Del Norte - Luta Del Sur - Poblacion - San Andres | - San Fernando - San Isidro East - San Juan - San Pedro I - San Pedro II - San Pioquinto - Santiago |

## Demografie
Malvar had bij de census van 2010 een inwoneraantal van 45.952 mensen. Dit waren 4.222 mensen (10,1%) meer dan bij de vorige census van 2007. Ten opzichte van de census van 2000 was het aantal inwoners gegroeid met 13.261 mensen (40,6%). De gemiddelde jaarlijkse groei in die periode kwam daarmee uit op 3,46%, hetgeen hoger was dan het landelijk jaarlijks gemiddelde over deze periode (1,90%).

De bevolkingsdichtheid van Malvar was ten tijde van de laatste census, met 45.952 inwoners op 33 km², 1392,5 mensen per km².
Agoncillo · Alitagtag · Balayan · Balete · Batangas City · Bauan · Calaca · Calatagan · Cuenca · Ibaan · Laurel · Lemery · Lian · Lipa · Lobo · Mabini · Malvar · Mataasnakahoy · Nasugbu · Padre Garcia · Rosario · San Jose · San Juan · San Luis · San Nicolas · San Pascual · Santa Teresita · Santo Tomas · Taal · Talisay · Tanauan · Taysan · Tingloy · Tuy